# 藤沢マリ
藤沢 マリ（ふじさわ マリ、1985年9月3日 - ）は、日本の元AV女優。
東京都出身。

## 経歴
2004年6月、『初花』でAVデビュー。稲森 亜美（いなもり あみ）名義でも数本の企画物の作品に出演。
2005年12月、『キューティーザーメン』をもって引退。
アダルトビデオ30周年記念企画（AV30）として2012年1月5日から2月29日まで行われた人気投票で、23位に選ばれている。

## 作品

### アダルトビデオ
デビュー前
- 月刊 日本全国オススメ風俗MAP 〜北海道（札幌・ススキノ）編〜（2003年10月31日、HOYUSHA）ヘルス嬢Aとして出演。同冊子『日本縦断フーゾクの旅』安田理央、二見書房にも登場。

稲森亜美 名義
- 走れ!!女子校生痴漢バス（2003年11月28日、ケイ・エム・プロデュース）共演：田村麻衣、宮下杏菜、かなえ、あいり
- 目撃!女子校生暴行現場（2003年11月30日、h.m.p）共演：今井エリ
- 女子校生バイト通信 1 カフェレス編（2004年1月25日、ホットエンターテイメント）共演：美春あいり、瀬川美咲、百瀬春華
- 忠犬サセ公（2004年2月20日、メディアステーション）他出演：秋月杏奈、安部まき、水野リコ
- 女が女をレイプするDVD ペニバン痴女先生（2004年2月21日、ビデオバンク）共演：今井えり、山本さき
- AV女優をショーウィンドウでマネキンにさせてSEXする。（2004年3月20日、ホットエンターテイメント）オムニバス作品
- 女子校生ノーパン痴漢バス【痴態編】（2004年5月14日、笠倉出版社）オムニバス作品、他出演：田村麻衣、藤崎唯
- オナニー4時間 痴女優コレクション（2004年7月23日、笠倉出版社）他多数出演
- RHYTHM リズム（2004年9月20日、ホットエンターテイメント）
- フェライド おしゃぶりスペシャル （2004年10月29日、笠倉出版社）他多数出演
- 24人のカリスマアイドル 4（2004年12月24日、ケイ・エム・プロデュース）他23名出演

藤沢マリ 名義
2004年
- 初花（6月30日、KUKI）
- 恋色（7月23日、KUKI）
- 18才の秘かな欲望（7月30日、KUKI）
- naked girl（8月31日、KUKI）
- colors（9月24日、KUKI）
- 恋するSEX（9月26日、KUKI）
- 部活H!!放課後スクール（10月29日、KUKI）
- 痴女計画（11月20日、KUKI）
- colors 2（12月18日、KUKI）
- 悪戯と飼育（12月20日、KUKI）

2005年
- 彼女×カノジョ（1月24日、KUKI）
- KUKI ALL STAR CLIPS（2月25日、KUKI）
- 藤沢マリ The Best!（2月28日、KUKI）
- OVERDRIVE（3月25日、KUKI）
- セル初×ギリモザ ギリギリモザイク（3月11日、エスワン）
- ギリギリモザイク 学校でセックスしよっ♥（4月11日、エスワン）
- ギリギリモザイク マリはアナタのいいなり玩具（5月19日、エスワン）
- 悪戯と飼育 完全盤（5月20日、九鬼）
- ギリギリモザイク 小悪魔マリが犯してあげる♥（6月19日、エスワン）
- ギリギリモザイク 美少女おまんこスペシャル（7月19日、エスワン）
- ギリギリモザイク 誘惑♥キューティーコスFUCK（8月19日、エスワン）
- ギリギリモザイク 僕だけの♥マリ（9月7日、エスワン）
- 最高のオナニーのために（10月1日、MOODYZ）
- S1ガールズコレクション み〜んなでパコパコしよっ♥（10月19日、エスワン）
- ハイパーデジタルモザイク Vol.004（11月1日、MOODYZ）
- キューティーザーメン（12月13日、MOODYZ）

2006年
- S1ガールズコレクション S1女学院♥み〜んなでパコパコ学園祭!（1月19日、エスワン）
- S1ガールズコレクション オチンチン大好き♥い〜っぱいフェラチオしてあげる（2月7日、エスワン）
- ハイパーデジタルモザイク Special Collection（3月1日、MOODYZ）
- 騎乗位（3月13日、MOODYZ）
- 人気アイドルの本気セックス 4時間（4月13日、MOODYZ）
- 痴女子校生（6月1日、MOODYZ）
- 藤沢マリ 4時間（9月1日、MOODYZ）
- 藤沢マリ×ギリギリモザイク 藤沢マリ COLLECTION 1（10月19日、エスワン）